# Iñaki Izaguirre
Iñaki Izaguirre (né le 6 avril 1970 à Saint-Sébastien en Espagne) était un joueur de hockey sur glace professionnel, retraité depuis 2004.

## Clubs successifs
- CH Txuri Urdin : de 1988 à 1993.
- Les Aquitains de Bordeaux : de 1993 à 1995.
- CH Txuri Urdin : en 1995.
- Les Orques d'Anglet : de 1995 à 2001.
- CH Txuri Urdin : de 2001 à 2004.

## Palmarès
- 1988-1989 :
  - 3e de la Superliga Española.
  - Finaliste de la Copa del Rey.
- 1989-1990 :
  - Champion de la Superliga Española
  - Vainqueur de la Copa del Rey
- 1990-1991 :
  - 2e de la Superliga Española.
  - Vainqueur de la Copa del Rey
- 1991-1992 :
  - Champion de la Superliga Española
- 1992-1993 :
  - Champion de la Superliga Española
  - Finaliste de la Copa del Rey
- 1993-1994 :
  - Vice-Champion du Monde Groupe C2.
- 1994-1995 :
  - Champion de la Superliga Española.
  - 3e du Monde Groupe C2.
- 1996-1997 :
  - 3e du Championnat de France de Nationale 1B.
- 1997-1998 :
  - 10e du Championnat de France Élite.
- 1998-1999 :
  - Quart de Finaliste du Championnat de France Élite.
- 1999-2000 :
  - Quart de Finaliste du Championnat de France Élite.
- 2000-2001 :
  - Finaliste du Championnat de France Élite.
  - 2e du Championnat du Monde de Division II, Groupe A.

## En équipe nationale
- 1993 : Championnats du Monde, Groupe C : 5 matchs, 1 but, 2 assistances.
- 1994 : Championnats du Monde, Groupe C2 : 4 matchs, 3 buts, 2 assistances.
- 1995 : Championnats du Monde, Groupe C2 : 6 matchs, 5 buts, 4 assistances.
- 2000 : Championnats du Monde, Groupe C : 4 matchs, 2 buts, 1 assistance.
- 2001 : Championnats du Monde, Division II-A : 3 matchs, 4 buts, 2 assistances.

Bilan : 22 matchs, 15 buts, 11 assistances, 26 points, 12 minutes de pénalité.

## Statistiques
Pour les significations des abréviations, voir Statistiques du hockey sur glace.
| Saison    | Équipe                    | Ligue        |       | Saison régulière | Saison régulière | Saison régulière | Saison régulière | Saison régulière |   | Séries éliminatoires | Séries éliminatoires | Séries éliminatoires | Séries éliminatoires | Séries éliminatoires |
| Saison    | Équipe                    | Ligue        | PJ    | B                | A                | Pts              | Pun              | PJ               | B | A                    | Pts                  | Pun                  |                      |                      |
| 1988-1989 | Txuri Urdin               | Superliga    | ?     | 31               | 10               | 41               | ?                | -                | - | -                    | -                    | -                    |                      |                      |
| 1989-1990 | Txuri Urdin               | Superliga    | -     | -                | -                | -                | -                | -                | - | -                    | -                    | -                    |                      |                      |
| 1990-1991 | Txuri Urdin               | Superliga    | 12    | 18               | 8                | 26               | ?                | -                | - | -                    | -                    | -                    |                      |                      |
| 1991-1992 | Txuri Urdin               | Superliga    | -     | -                | -                | -                | -                | -                | - | -                    | -                    | -                    |                      |                      |
| 1992-1993 | Txuri Urdin               | Superliga    | -     | -                | -                | -                | -                | -                | - | -                    | -                    | -                    |                      |                      |
| 1993-1994 | Les Aquitains de Bordeaux | Nationale 2  | 14    | 18               | 5                | 23               | 0                | -                | - | -                    | -                    | -                    |                      |                      |
| 1994-1995 | Les Aquitains de Bordeaux | Nationale 1B | 2     | 0                | 0                | 0                | 0                | -                | - | -                    | -                    | -                    |                      |                      |
| 1994-1995 | Txuri Urdin               | Superliga    | -     | -                | -                | -                | -                | -                | - | -                    | -                    | -                    |                      |                      |
| 1995-1996 | Les Orques d'Anglet       | Division 1   | 22    | 15               | 10               | 25               | 6                | -                | - | -                    | -                    | -                    |                      |                      |
| 1996-1997 | Les Orques d'Anglet       | Nationale 1B | 28    | 11               | 11               | 22               | 10               | -                | - | -                    | -                    | -                    |                      |                      |
| 1997-1998 | Les Orques d'Anglet       | Élite        | 33    | 11               | 7                | 18               | 8                | -                | - | -                    | -                    | -                    |                      |                      |
| 1998-1999 | Les Orques d'Anglet       | Élite        | 33    | 4                | 3                | 7                | 24               | -                | - | -                    | -                    | -                    |                      |                      |
| 1999-2000 | Les Orques d'Anglet       | Élite        | 14    | 6                | 1                | 7                | 13               | -                | - | -                    | -                    | -                    |                      |                      |
| 2000-2001 | Les Orques d'Anglet       | Élite        | ?     | 17               | 11               | 28               | ?                | ?                | 2 | 4                    | 6                    | ?                    |                      |                      |
| 2001-2002 | Txuri Urdin               | Superliga    | -     | -                | -                | -                | -                | -                | - | -                    | -                    | -                    |                      |                      |
| 2002-2003 | Txuri Urdin               | Superliga    | -     | -                | -                | -                | -                | -                | - | -                    | -                    | -                    |                      |                      |
| 2003-2004 | Txuri Urdin               | Superliga    | -     | -                | -                | -                | -                | -                | - | -                    | -                    | -                    |                      |                      |
| Totaux    | Totaux                    | Totaux       | (158) | 131              | 66               | 197              | 61               | ?                | 2 | 4                    | 6                    | ?                    |                      |                      |